# Корытово (Великолукский район)
Корытово — деревня в Великолукском районе Псковской области России. Входит в состав Шелковской волости.

## География
Расположена на западе волости на правом берегу реки Крупица (Вскуица), в 2 км к востоку от границы райцентра Великие Луки и в 1 км к юго-востоку от волостного центра, деревни Шелково.

## Население
| 2001 | 2002 | 2010 |
| ---- | ---- | ---- |
| 25   | ↗44  | ↘42  |

Численность населения деревни по оценке на начало 2001 года составляла 25 жителей.

## Известные уроженцы
- Николай Фёдорович Дубровин (26 ноября 1837  — 25 июня 1904) — историк, член Академии Наук, генерал-лейтенант[5].